# Кебрада-де-Умауака
Кебра́да-де-Умауа́ка (ісп. Quebrada de Humahuaca) — вузька гірська долина а аргентинський провінції Жужуй, на північному заході країни, приблизно за 1649 км від Буенос-Айреса. Ця вузька долина (ісп. quebrada) має 155 км завдовжки з півночі на південь і розташована на межі Альтіплано на заході і півночі, передгір'ями Анд на сході та Теплими долинами (ісп. Valles Templados) на півдні. Назва походить від назви Умауака, невеликого міста з близько 11 тис. мешканців. Річка Ріо-Ґранде, що пересихає узимку, протікає через долину улітку.
Цей регіон історично був важливим центром культурної комунікації. Він був населений понад 10 тис. років тому, тут залишилися численні археологічні залишки. Через долину проходило сполучення між інками та районами гуарані, а потім між віце-королівствами Перу і Ріо-де-ла-Плата, тут відбулися численні битви війни за незалежність іспанських колоній.
2003 року долину було включено до списку об'єктів Світової спадщини ЮНЕСКО в Аргентині.

## Галерея

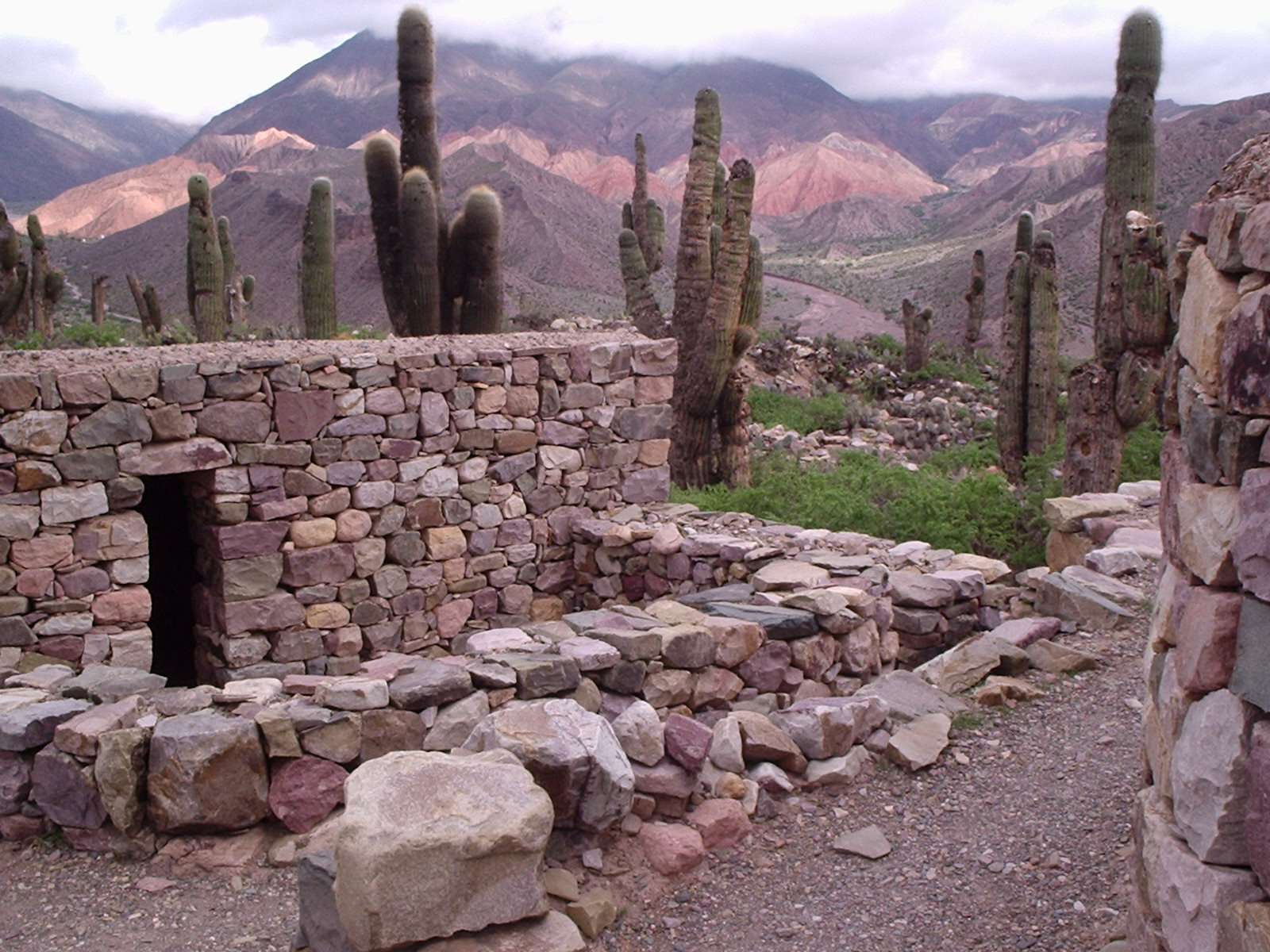
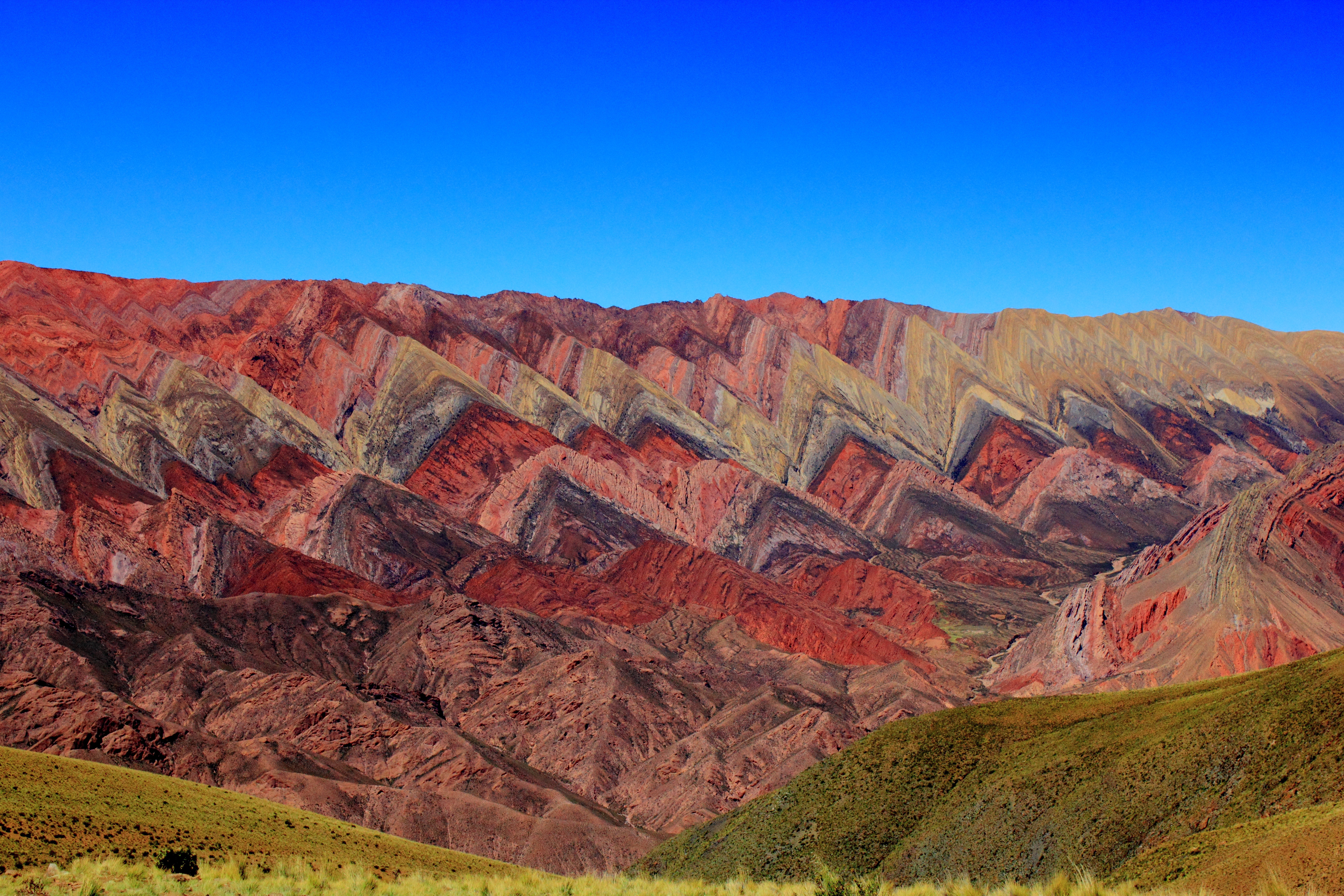